# Saab 9000
Saab 9000 — первый автомобиль бизнес-класса шведской компании Saab, выпускавшийся с 1984 по 1998 год. Впоследствии заменён моделью 9-5. Являлся первым автомобилем бизнес-класса от Saab.
Несмотря на то, что общая длина 9000 меньше длины 900, «девятитысячный» имеет большую колёсную базу, а салон его просторнее. В отличие от 900, замок зажигания находится на рулевой колонке, а не в туннеле между передними сиденьями.
В основу 9000 легла платформа Type Four, на базе которой также были построены Fiat Croma, Lancia Thema и Alfa Romeo 164. Внешне Thema и Croma весьма похожи на 9000, в то время как с Alfa Romeo их объединяет только общее шасси. Многие кузовные детали 9000, Thema и Croma взаимозаменяемы.
Над дизайном нового автомобиля трудились два известных автомобильных дизайнера — Джорджетто Джуджаро и Бьорн Энвалл.

## Первое поколение
Презентация Saab 9000 широкой публике состоялась 24 мая 1984 года на территории Кольморденского зоопарка, тогда же новая модель была запущена в серийное производство. В начале серийного производства 9000 выпускался только как 5-дверный хетчбэк с турбированным 16-клапанным четырёхцилиндровым двигателем DOHC, выдающим 175 л. с. (129 кВт). Было доступно два варианта — с 5-ступенчатой МКПП и 4-скоростной АКПП.
Подвеска Saab 9000 имела стабилизаторы поперечной устойчивости спереди и сзади. Передняя подвеска была типа МакФерсон, а сзади применялась тяга Панара.
Первоначально автомобиль именовался просто как SAAB 9000, однако с появлением в 1987 году седана SAAB 9000 СС лифтбек получил аббревиатуру CC (Combi Coupe), чтобы отличить его от седана CD (Corps Diplomatique) и более позднего лифтбека CS.

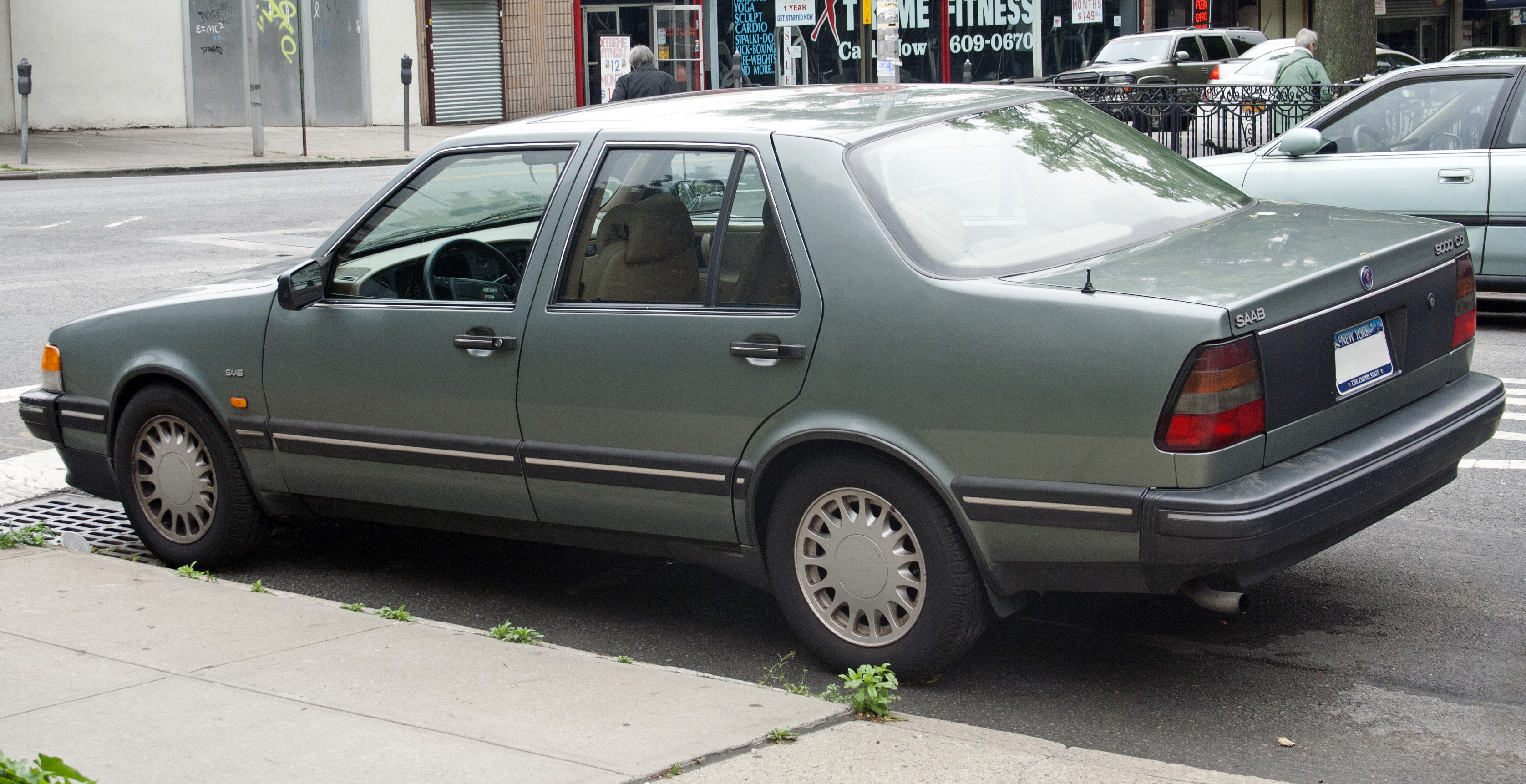
Saab 9000 CD (1987—1994)

В 1986 были представлены модели 9000 и 9000S с атмосферным двигателем мощностью 131 л. с.(96 кВт). Версия с кузовом «седан» появилась в 1988 году.
Все 9000 оснащались бортовым компьютером «Trionic», который показывал расход топлива, остаток хода и напряжение аккумуляторной батареи. Примечательно, что бортовой компьютер предупреждал водителя о возможном обледенении дороги, если температура воздуха на улице находится в пределах от −3,3 до +3,3 ℃. Имелся индикатор открытия дверей и багажника, включения фар.
На многих двигателях 9000 была применена крайне нестандартная система прямого зажигания (англ. Direct Ignition). Вместо классического трамблёра при такой системе имелись чёрный и красный блоки прямого зажигания (т. н. кассеты). Красная «кассета» генерировала постоянный ток, а чёрная — переменный. С 1993 года система прямого зажигания стала входить в состав системы борткомпьютера «Trionic».
Автомобили ограниченной серии 9000 CD Griffin выпускались только на основе модели 1992 года. Эти машины комплектовались максимальным числом люксовых опций, включая все доступные электронные опции, особый цвет «эвкалиптовый зелёный» (англ. «eucalyptus green»), раздельное кондиционирование для пассажиров на заднем сидении и шторки для заднего стекла.
В Великобритании продавались автомобили ограниченной серии 9000 Carlsson, которые комплектовались оригинальным обвесом Airflow, спойлером и особым тюнингованным двигателем (220 л. с. для машин с МКПП и 200 л. с. для вариантов с АКПП).

## Второе поколение
Второе поколение девятитысячных было представлено в 1991 моделью CS. Полное обновление всей модельной линейки произошло в 1993 году. Образ нового 9000 характеризовался другим дизайном передка, в том числе новыми узкими фарами новой решёткой радиатора и изменённой задней частью хетчбэка. И CS, и CSE (улучшенная версия CS) экипировались двигателями объёмом 2,0 л, 2,3 л как атмосферными (131 л. с., 147 л. с.), так и с турбинами низкого (150 л. с., 170 л. с.) и высокого (200 л. с., 225 л. с.) давления. 4-дверный седан 9000 CDE предлагался только с 200-сильным турбированным двигателем 2,3 л и, позже, с V-образными 6-цилиндровыми двигателями объёмом 3,0 л производства GM.
Новая система управления двигателем, «Trionic 5», ставилась на автомобили с 1993 года. В том же 1993 впервые представлена модификация «Aero» — на тот момент самый мощный автомобиль, когда-либо выпускаемый SAAB. В «Aero» был применён другой салон, а именно: спортивные кресла «Recaro», задний диван на два пассажира и кожаные вставки в дверные карты. «Aero» приводил в движение 2,3 л мотор B234R, развивавший мощность 225 л. с. (165 кВт), укомплектованный турбиной высокого давления Mitsubishi TD04. При установке АКПП мощность Aero ограничивали 200 л. с., а вместо турбины от Мицубиси ставили T25 от Garrett Systems. Aero комплектовались окрашенными в цвет кузова обвесом и спойлером, спортивными сиденьями Recaro, модифицированной подвеской и 16" дисками оригинального дизайна.
Эластичность двигателя, развивавшего тягу в 340 Н·м в диапазоне 1800 — 3000 об./мин., поразительна: с 80 до 120 км/ч автомобиль разгоняется быстрее, чем Ferrari Testarossa и Porsche 911 Carrera.
В 1994 году модернизировали седан, отличия которого в дизайне: узкие фары, тонкая решётка радиатора, более покатый капот и выступающая крышка багажника.
В 1995 модификация CDE получила новый 3,0 л двигатель B308i GM V6 мощностью 211 л. с. Такой же агрегат использовался в Opel Omega (под обозначением X30XE). У этого двигателя был нестандартный угол наклона цилиндра в 54°. В Европе машины с таким двигателем продавались до 1997 года.
В том же 1997 производство «Aero» остановили. Выпустили ограниченную серию автомобилей «50-th Anniversary», приуроченную к 50-летию SAAB. Эти машины комплектовались кожаными сиденьями с выгравированным классическим логотипом SAAB (с изображением двухмоторного самолёта), обвесом Aero.
В 1998 все автомобили модификаций CS и CSE выпускались с 225-сильными двигателями от Aero, от которого также унаследовались 16" диски. За последний год было выпущено всего лишь 2540 автомобилей.
В совокупности за все годы выпуска было собрано 503 087 автомобилей SAAB 9000 различный модификаций, из них 112 177 седанов.

## Выпуск и продажи
| Год  | Выпуск | Модель |
| 1984 | 470    | CC     |
| 1985 | 13 721 | CC     |
| 1986 | 34 816 | CC     |
| 1987 | 49 081 | CC     |
| 1988 | 52 199 | CC/CD  |
| 1989 | 49 556 | CC/CD  |
| 1990 | 45 648 | CC/CD  |
| 1991 | 45 533 | CC/CD  |
| 1992 | 45 906 | CC/CD  |
| 1993 | 37 384 | CS/CDE |
| 1994 | 32 196 | CS/CDE |
| 1995 | 36 844 | CS/CDE |
| 1996 | 32 992 | CS/CDE |
| 1997 | 24 201 | CS/CDE |
| 1998 | 2540   | CS     |
| ---- | ------ | ------ |

| Рынок          | 1985 | 1986 | 1987 | 1988   | 1989   | 1990   | 1991   | 1992   | 1993 | 1994 | 1995 | 1996 | 1997 | 1998 |
| -------------- | ---- | ---- | ---- | ------ | ------ | ------ | ------ | ------ | ---- | ---- | ---- | ---- | ---- | ---- |
| Швеция         | н/д  | н/д  | 9313 | 13 241 | 14 443 | 12 907 | 13 522 | 10 787 | 9148 | 7158 | 9537 | 7670 | 7131 | н/д  |
| Германия       | 717  | 2648 | 3563 | 4268   | 4248   | 3960   | н/д    | н/д    | н/д  | н/д  | н/д  | н/д  | н/д  | н/д  |
| США            | 0    | н/д  | н/д  | н/д    | н/д    | н/д    | н/д    | 10 352 | 7714 | н/д  | н/д  | н/д  | н/д  | н/д  |
| Великобритания | н/д  | н/д  | н/д  | н/д    | н/д    | н/д    | 7703   | н/д    | 6271 | 4220 | н/д  | н/д  | н/д  | н/д  |
| Франция        | 269  | 1058 | 1358 | 1672   | 1586   | 1453   | 1472   | 1416   | 930  | н/д  | н/д  | н/д  | н/д  | н/д  |
| Нидерланды     | 0    | 634  | 617  | 568    | 536    | 681    | 806    | 1103   | 671  | 707  | 849  | 740  | 606  | 0    |
| СССР / Россия  | 0    | 0    | 0    | 0      | 0      | 4      | 162    | 273    | 1339 | 2458 | 3097 | 1965 | 1737 | 898  |

| Модель           | Двигатель | Мощность  | Максимальная скорость | Разгон до 100 км/ч | Расход топлива | Трансмиссия | Цена в 1993 г. | Цена в 1995 г. | Цена в 1998 г. |
| ---------------- | --------- | --------- | --------------------- | ------------------ | -------------- | ----------- | -------------- | -------------- | -------------- |
| 9000 CS 2.0i     | 1985 см³  | 131 л. с. | 200 км/ч              | 11,5 с             | 10,2 л         | 5МКПП       | 44 800 DM      | 46 950 DM      | н/д            |
| 9000 CS 2.3i     | 2290 см³  | 147 л. с. | 210 км/ч              | 10,0 с             | 10,5 л         | 5МКПП       | 48 600 DM      | 50 950 DM      | н/д            |
| 9000 CS 2.3t     | 2290 см³  | 170 л. с. | 220 км/ч              | 8,5 с              | 10,0 л         | 5МКПП       | н/д            | 55 900 DM      | 52 750 DM      |
| 9000 CS 2.3Turbo | 2290 см³  | 200 л. с. | 235 км/ч              | 7,5 с              | 11,2 л         | 5МКПП       | н/д            | 67 950 DM      | 57 750 DM      |
| 9000 Aero        | 2290 см³  | 225 л. с. | 240 км/ч              | 6,9 с              | 11,6 л         | 5МКПП       | 82 000 DM      | 82 750 DM      | н/д            |

Выпущенный в 1992 году ограниченной партией в 400 экз. седан SAAB 9000 CD «Griffin Edition» стоил в США 40 000 $ и имел самый полный на тот момент список опций.
В 1997 году в Германии цены составляли: 9000 CDE 2.3 Turbo (200 л. с.) — 43 094 DM, 9000 CSE 2.0t (150 л. с.) — 36 844 DM, 9000 CSE 2.3t (170 л. с.) — 34 031 DM, 9000 Griffin 2.3 Turbo (200 л. с.) — 50 594 DM.
В Москве в 1997 году стоимость новых 9000-х составляла: 9000 CDE 2.3 Turbo (200 л. с.) — 45 700 $, 9000 CSE 2.0t (150 л. с.) — 41 000 $, 9000 CSE 2.3t (170 л. с.) — 45 200 $, 9000 Griffin 2.3 Turbo (200 л. с.) — 51 300 $.
Основными конкурентами для автомобиля были BMW E34 (модели 520, 525, 530), Mercedes W124, Audi 100, позже — Audi A6, Volvo 850.